# Shanghu, Guangdong
Shanghu (kinesiska: 上护) är en köping i sydöstra Kina. Den ligger i Luhe härad i staden Shanwei i provinsen Guangdong, omkring 240 kilometer öster om provinshuvudstaden Guangzhou. Antalet invånare är 28 581. Befolkningen består av 14 087 kvinnor och 14 494 män. Barn under 15 år utgör 27,0 %, vuxna 15-64 år 63 %, och äldre över 65 år 8,0 %.